# Corymbia maculata

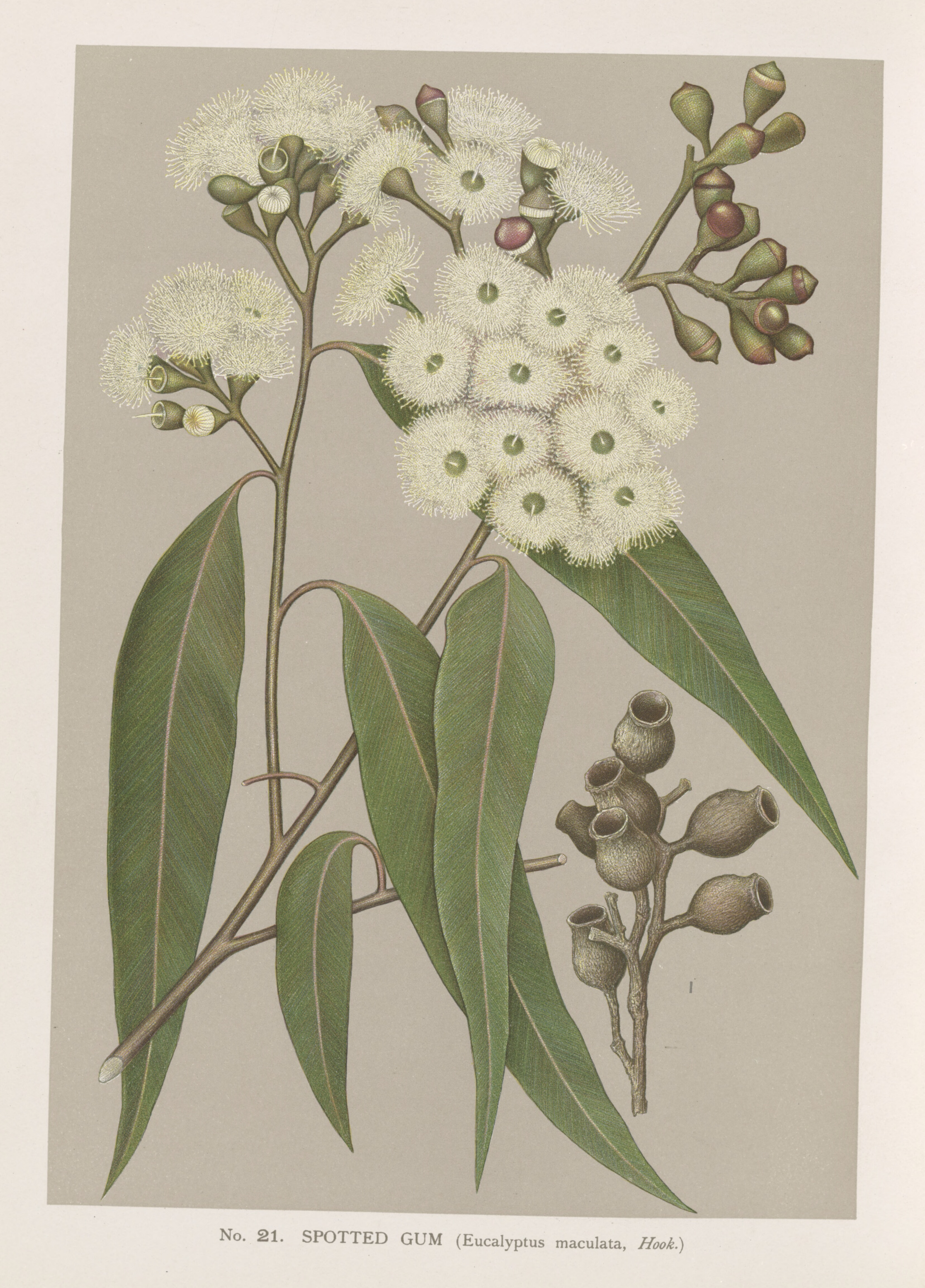
Ilustração de en do livro de Joseph Henry Maiden, The Flowering Plants and Ferns of New South Wales.

A Corymbia maculata é uma espécie de árvore de tamanho médio a alto que é endêmica do leste da Austrália. Possui casca lisa e manchada, folhas adultas curvas ou em forma de lança, gomos florais geralmente em grupos de três, flores brancas e frutos em forma de urna ou de barril.

## Descrição
A Corymbia maculata é uma árvore que normalmente atinge uma altura de 45 a 60 m e forma um lignotúber. Sua casca é lisa, com manchas cinza-rosadas ou cinza-azuladas, geralmente com covinhas, que se desprendem em pequenos flocos irregulares. As plantas jovens e a rebrota da talhadia têm folhas verdes brilhantes, em forma de ovo ou de lança, com 70 a 190 mm de comprimento e 30 a 75 mm de largura e pecioladas. As folhas adultas são do mesmo tom de verde em ambos os lados, em forma de lança ou curvadas, com 80 a 210 mm de comprimento e 12 a 30 mm de largura, afinando para um pecíolo de 10 a 25 mm de comprimento. Os gomos de flores estão dispostos nas axilas das folhas em um pedúnculo ramificado de 3 a 20 mm de comprimento, cada ramo do pedúnculo com três, raramente sete, gomos em pedicelos de 1 a 8 mm de comprimento. Os gomos maduros são ovais ou em forma de pera, com 8 a 10 mm de comprimento e 6 a 8 mm de largura, com um opérculo hemisférico, cônico ou em forma de bico, que é mais curto do que o hipanto. A floração ocorre de março a setembro e as flores são brancas. O fruto é uma cápsula lenhosa oval, em forma de barril ou ligeiramente em forma de urna, com 9-14 mm de comprimento e 8-13 mm de largura, com as válvulas fechadas no fruto.
A Corymbia citriodora e a  Corymbia henryi são semelhantes à Corymbia maculata, mas têm uma distribuição mais ao norte, estendendo-se até Queensland. As folhas adultas da C. citriodora são ligeiramente mais estreitas e as da C. henryii são mais largas do que as da C. maculata.

## Taxonomia e nomeação
A Corymbia maculata foi descrita formalmente pela primeira vez em 1844 por William Jackson Hooker em seu livro Icones Plantarum [en], e recebeu o nome de Eucalyptus maculata. Em 1995, Ken Hill [en] e Lawrence Alexander Sidney Johnson mudaram o nome para Corymbia maculata. O nome específico maculata é derivado do latim maculatus, que significa “manchado”, referindo-se ao padrão manchado na casca.

## Distribuição
A Corymbia maculata é uma espécie muito difundida em florestas abertas, desde perto de Bega [en] e ao norte, ao longo da costa de Nova Gales do Sul, até perto de Taree. Há uma população disjunta perto de Orbost [en], em Victoria. Ela geralmente forma povoamentos densos e puros na floresta e geralmente cresce em solo moderadamente infértil. A espécie é naturalizada na Austrália Ocidental e na Austrália Meridional, e em áreas de Nova Gales do Sul e Victoria fora de sua área natural.

## Ecologia
As flores dessa espécie atraem os melifagídeos.

## Usos

### Uso na horticultura
A Corymbia maculata é frequentemente usada para plantio em parques e como árvore de rua; no entanto, seu tamanho maduro a torna inadequada para a maioria dos jardins domésticos.

### Madeira
A madeira da Corymbia maculata é forte e explorada em uma série de usos na construção. Ela é usada em pisos, embora o alburno claro seja suscetível aos besouros do gênero Lyctus [en], a menos que seja tratada.